# Szabó Imre (eszperantista)
Szabó Imre (1952. március 2. – 2019. április 4.) eszperantista, a Magyarországi Eszperantó Szövetség elnöke, nyomdász, mérnök, tanár, író, műfordító.

## Élete
1970-ben érettségizett Keszthelyen a Vajda János Gimnáziumban.
A Kecskeméti Gépipari és Automatizálási Főiskola gépgyártás-technológia szakán, a műanyagfeldolgozó techn. ágazatán üzemmérnök diplomát szerzett 1973-ban, majd elvégezte a Bánki Donát Gépipari Műszaki Főiskola Műszaki tanár kiegészítő szak gépész műszaki tanár képzést 1977-ben.
Az Eötvös Loránd Tudományegyetem, Budapest Bölcsészettudományi Kar Alkalmazott és Általános Nyelvészet Szakán eszperantó szakos előadói diplomát kapott 1984-ben.

## Tagságai
- Kriza János Néprajzi Társaság, Kolozsvár;
- Néprajzi Társaság, Budapest;
- Anyanyelvi Teljesítménymérő Munkacsoport, Marosvásárhely;
- Magyar Szemiotikai Társaság, Budapest;

## Művei
- Kion scii por organizi nian movadon. Diskutmaterialo; szerk. Szabó Imre; Hungara Esperanto-Associo, Bp., 1977-1982
- Attila József: Urboronda nokto – eszperantó fordítások, 1986 - ISBN 963 571 169 7;
- Attila József: Purakore – eszperantó fordítása, 2006 – ISBN 978-963-87500-0-6;

## Publikációk
- Az elemisták helyesírása a szórványban. In.: Közoktatás. 1997. VIII. évf. 9. 8-9.;
- Cikkek, tudósítások a „Romániai Magyar Szó”-ban 1997-1998-as években;
- „Én Istenem, hová leszünk…” A moldvai csángókról. In.: Hungarian Heritage. 3. évf. 1-2. 113-114. – filmrecenzió angol nyelven;
- Domokos Pál Péter királysága. In.: Hungarian Heritage. 3. évf. 1-2. 114-115. – filmrecenzió angol nyelven;
- Boszorkányos dolgok. In.: Gyopár. 2003. 2-3.
- A kisebbségi nyelvtervezés egy közvetett formája, a közéleti nyelvhasználat szabályozása és ennek visszhangja a kolozsvári román és magyar napi sajtóban. In.: Artes Populares 19. 213-236. – esettanulmány francia nyelven.
- A kisebbségi nyelvtervezés egy közvetett formája, a közéleti nyelvhasználat szabályozása és ennek visszhangja a kolozsvári román és magyar napi sajtóban. In.: Néprajzi Látóhatár. 2004. 3-4. 113-138. – esettanulmány magyar nyelven.
- Színjátékszerű szokás – falusi amatőr színjátszás a funkciók tükrében. In.: Keresztény Szó. 2006. november.
- Szeretet próbája – nevelés bírája. A karácsonyi étel funkciói Gödemesterházán. In.: Vasárnap Katolikus Hetilap, Kolozsvár. 2006. 52-53. december 24.
- A kultúra performatív alakzatai. In.: Folcloristica 10. 2007. 161–170.
- Performatív alakzatok a paraliturgikus cselekvésekben. In.: Úton. Tanulmányok Tomka Miklós tiszteletére. PPKE Szociológia Intézet, 2007. 235–249.
- Szentek földjén, Bekecsalján. In.: Gyopár. 62. évf. 2007. 2. 7-8.

### Irodalmi publikációk
- Hungara Vivo újságban cikkek, novella- és versfordítások, keresztrejtvény szerkesztés – 1982-1989;
- Budapesxta Informilo főszerkesztője – 1987-1990;
- Fonto (Brazília) versek, versfordítások – 1983-1985;
- Tekintet versek, fordítások - 19xx ??
- Polísz versek – 1997-2008;
- Kulturális örökség, kulturális párbeszéd konferencia – Debrecen.

A kisebbségi nyelvtervezés egy közvetett formája, a közéleti nyelvhasználat :szabályozása és ennek visszhangja a kolozsvári román és magyar napi sajtóban – 2004;
- Bilingvizmus Konferencia – Bukarest.

Az elemisták helyesírása a szórványban – 1997;
- Fiatal Néprajzkutatók Konferenciája;
- Kriza János Néprajzi Társaság – Kolozsvár .

A betlehemes Gyimes völgyében 1996 karácsonyán - 1997;

### Néprajzi-antropológiai filmek
- A moldvai csángókról – rövid ismertető, 25’ BETA – sugározta az M1-es csatorna 1998-ban (a filmet Dr. Tari János operatőrrel és néprajzossal együtt forgatták, ő terepszakértőként és szerkesztőként, rendezőasszisztensként gondozta az anyagot)
- Temetkezési szokások a moldvai csángóknál – montázs, 15’ BETA – a filmet 1998-ban mutatták be, Bruxellesben.
- „Én Istenem, hová leszünk…” A moldvai csángókról. – történelmi és néprajzi ismertető, 52’ BETA – sugározta az M-es csatorna 2000-ben;